# Oberwald
Oberwald is een plaats en voormalige gemeente in het Zwitserse kanton Wallis, en maakt sinds 1 januari 2009 deel uit van de gemeente Obergoms het district Goms.

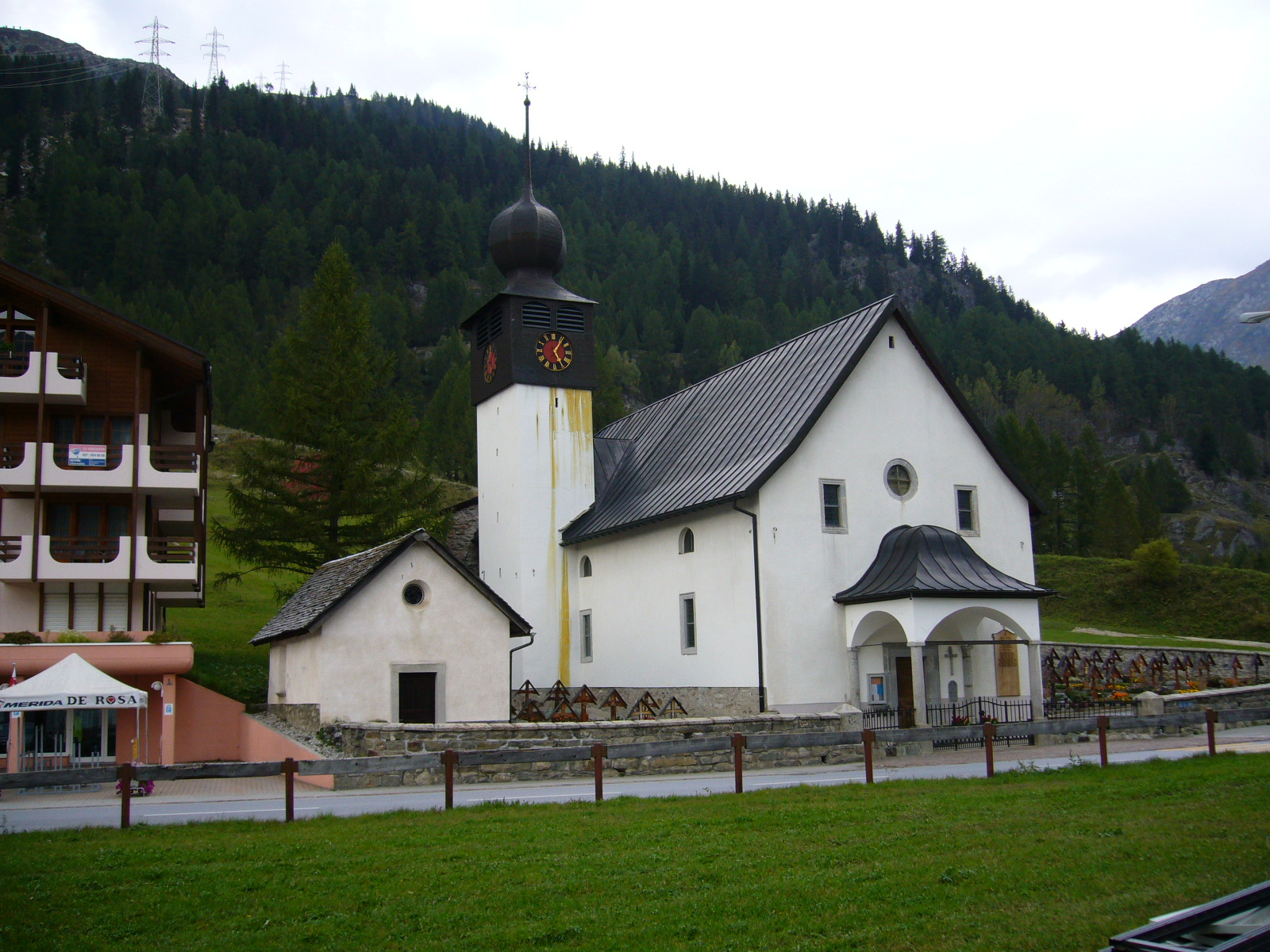
Kerk

- Gemeinsame Normdatei: 4610496-3
- Historisch woordenboek van Zwitserland: 002696
- Virtual International Authority File: 246911091